# Buffalo Springfield (album)
Buffalo Springfield − debiutancki album studyjny Buffalo Springfield, który został wydany w grudniu 1966 roku.

## Lista utworów
| Nr. |  | Tytuł                                    | Kompozytor     | Wokal                                      | Długość |
| --- |  | ---------------------------------------- | -------------- | ------------------------------------------ | ------- |
| 1.  |  | „For What It's Worth”                    | Stephen Stills | Stephen Stills, Richie Furay, Dewey Martin | 2:37    |
| 2.  |  | „Go and Say Goodbye”                     | Stephen Stills | Richie Furay, Stephen Stills               | 2:19    |
| 3.  |  | „Sit Down I Think I Love You”            | Stephen Stills | Richie Furay, Stephen Stills               | 2:30    |
| 4.  |  | „Nowadays Clancy Can't Even Sing”        | Neil Young     | Richie Furay, Stephen Stills, Neil Young   | 3:26    |
| 5.  |  | „Hot Dusty Roads”                        | Stephen Stills | Stephen Stills, Richie Furay               | 2:47    |
| 6.  |  | „Everybody's Wrong”                      | Stephen Stills | Richie Furay, Stephen Stills, Neil Young   | 2:22    |
| 7.  |  | „Flying on the Ground Is Wrong”          | Neil Young     | Richie Furay, Stephen Stills, Neil Young   | 2:38    |
| 8.  |  | „Burned”                                 | Neil Young     | Neil Young, Richie Furay, Stephen Stills   | 2:14    |
| 9.  |  | „Do I Have to Come Right Out and Say It” | Neil Young     | Richie Furay, Stephen Stills, Neil Young   | 3:00    |
| 10. |  | „Leave”                                  | Stephen Stills | Stephen Stills, Richie Furay               | 2:42    |
| 11. |  | „Out of My Mind”                         | Neil Young     | Neil Young, Richie Furay, Stephen Stills   | 3:05    |
| 12. |  | „Pay the Price”                          | Stephen Stills | Stephen Stills, Richie Furay               | 2:35    |

## Twórcy
Opracowano na podstawie materiału źródłowego.
- Stephen Stills – wokal, gitara, instrumenty klawiszowe
- Neil Young – wokal, gitara, harmonijka ustna, pianino (utwór nr 8)
- Richie Furay – wokal, gitara rytmiczna
- Bruce Palmer – gitara basowa
- Dewey Martin – perkusja, wokal wspierający

## Listy sprzedaży
| Lista         | Kraj              | Pozycja |
| ------------- | ----------------- | ------- |
| Billboard 200 | Stany Zjednoczone | 80      |